# Politburo

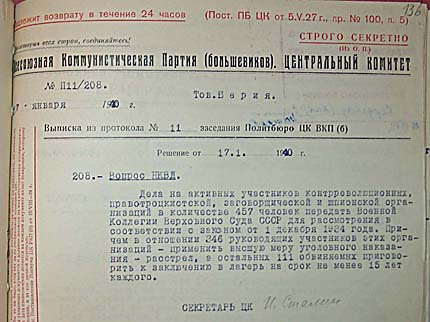
Uma resolução do politburo soviético

Um politburo ou Bureau político é o comitê executivo dos partidos comunistas.

## História
O primeiro politburo foi criado na Rússia pelo Partido Bolchevique em 1917 para fornecer uma liderança forte e contínua durante a Revolução Russa ocorrida durante o mesmo ano. O primeiro Politburo tinha sete membros: Lenin, Grigori Zinoviev, Lev Kamenev, Léon Trotsky, Josef Stalin, Grigori Sokolnikov e Andrei Bubnov. Durante o século XX, as nações que tinham um politburo incluíam a União Soviética, a Alemanha Oriental, o Afeganistão, a Tchecoslováquia e a China, entre outras. Hoje, há cinco países que possuem um sistema de politburo: China, Coreia do Norte, Laos, Vietnã e Cuba.